# Thomas Betterton
Thomas Patrick Betterton (Londra, 1635 – 28 aprile 1710) è stato un attore teatrale inglese.

## Biografia
Apprendista di John Holden, la sua prima presenza in un teatro fu nel 1660, nel 1662 si sposa con l'attrice Mary Saunderson.
Ha ricevuto le lodi di Samuel Pepys, Alexander Pope, Richard Steele, e Theophilus Cibber, ha interpretato molti ruoli di personaggi shakespeariani anche in versioni modificate da William Davenant, John Dryden, Thomas Shadwell e Nahum Tate. Egli stesso ha modificato alcune opere famose dell'epoca.
Divenne direttore del Duke's Company, famosa compagnia teatrale dell'epoca. Alla sua morte venne sepolto nell'abbazia di Westminster